# Marie-Christine Cazier
Marie-Christine Cazier (París, Francia, 24 de agosto de 1963) es una atleta francesa retirada especializada en la prueba de 200 m, en la que ha conseguido ser subcampeona europea en 1986.

## Carrera deportiva
En el Campeonato Mundial de Atletismo en Pista Cubierta de 1985 ganó la plata en los 200 metros, con un tiempo de 23.33 segundos, tras la alemana Marita Koch y por delante de la neozelandesa Kim Robertson.
Al año siguiente, en el Campeonato Europeo de Atletismo de 1986 ganó la medalla de plata en los 200 metros, corriéndolos en un tiempo de 22.32 segundos, llegando a meta tras la alemana Heike Drechsler que con 21.71 segundos batió el récord del mundo, y por delante de otra alemana Silke Gladisch (bronce con 22.64 s).